# Saint-Bonnet-près-Orcival

Saint-Bonnet-près-Orcival este o comună în departamentul Puy-de-Dôme, Franța. În 1 ianuarie 2022 avea o populație de 566 de locuitori.